# Avise
Avise (pron. fr. AFI: [aviz]  - Oveuzo in patois valdostano) è un comune italiano di 303 abitanti dell'alta Valle d'Aosta.

## Geografia fisica

### Territorio
Avise sorge su una sporgenza rocciosa a picco sulla forra di Pierre-Taillée, all'imbocco della Valdigne.
- Classificazione sismica: zona 4 (sismicità molto bassa)[5]

## Origini del nome
Il toponimo proviene dal motto della famiglia nobile D'Avise: Qui tost Avise tard se repent, che in francese medio significa "Chi presto avvisa, tardi se ne pente".

## Storia
La sua posizione strategica fece sì che per secoli fosse baluardo a difesa dei traffici commerciali verso il valico alpino del Colle del Piccolo San Bernardo, fin dall'epoca romana a protezione della via delle Gallie, strada romana consolare fatta costruire da Augusto per collegare la Pianura Padana con la Gallia. I racconti di Horace-Bénédict de Saussure raccolti in Voyage dans les Alpes indicano che il passaggio di Pierre-Taillée fosse difeso da due ponti levatoi, un corpo di guardia e un portone.
Ancora, durante il medioevo, la posizione strategica di Avise permise il prosperare della nobile famiglia dei d'Avise, una delle poche a potersi permettere di non sottomettersi a Casa Savoia e a potersi permettere di costruire ben tre castelli a distanza di poche centinaia di metri l'uno dall'altro. Sul Castello di Avise, in particolare, è di monito ai passanti il motto: «Qui tost Avise, tart se repent».
Durante le invasioni delle truppe francesi nel 1691 e nel 1704, Avise giocò un ruolo di rilievo.
In epoca fascista, il comune fu accorpato a quello di Arviè, e vennero costruite varie opere difensive: lo sbarramento di Runaz faceva parte del vallo alpino occidentale.

### Simboli
Lo stemma comunale e il gonfalone sono stati concessi con decreto del presidente del 25 marzo 1993.
Lo stemma riprende il blasone dei baroni D'Avise (De Avisio), la cui presenza è documentata sin dal XII secolo, che possedevano nel territorio comunale due castelli e una casaforte.
Il gonfalone è un drappo di rosso.

## Monumenti e luoghi d'interesse
- Castello di Avise
- Castello Blonay, accanto alla chiesa parrocchiale
- Casaforte Ducrest o castello di Cré, in località Cré
- Maison de Mosse, in località Runaz (pron. fr. AFI: [ʁyna])
- chiesa parrocchiale di San Brizio
- ancora in località Runaz, oltre il borgo, le fortificazioni di Pierre-Taillée e il tratto di via delle Gallie scavato nella roccia.

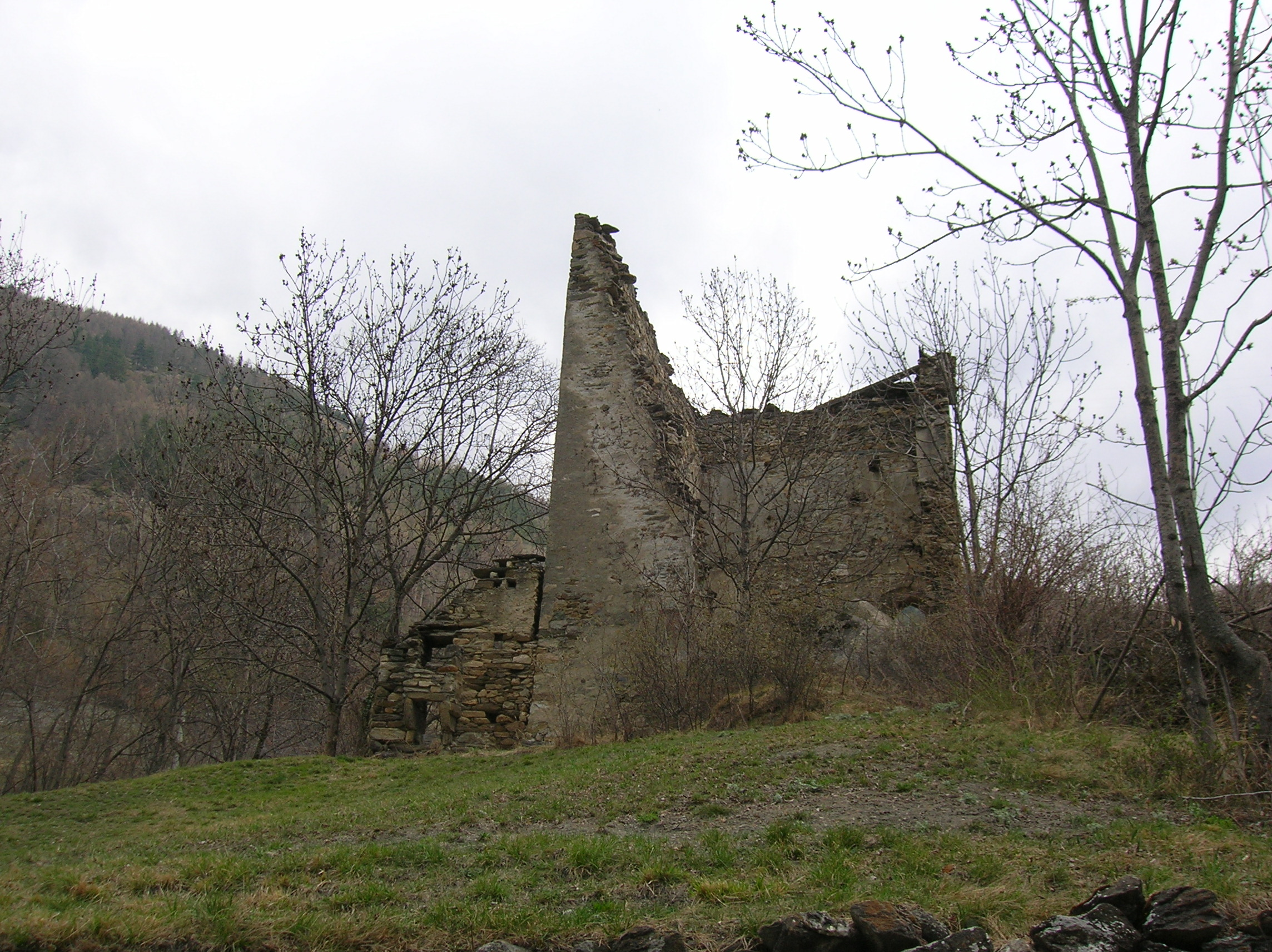
Il castello di Cré
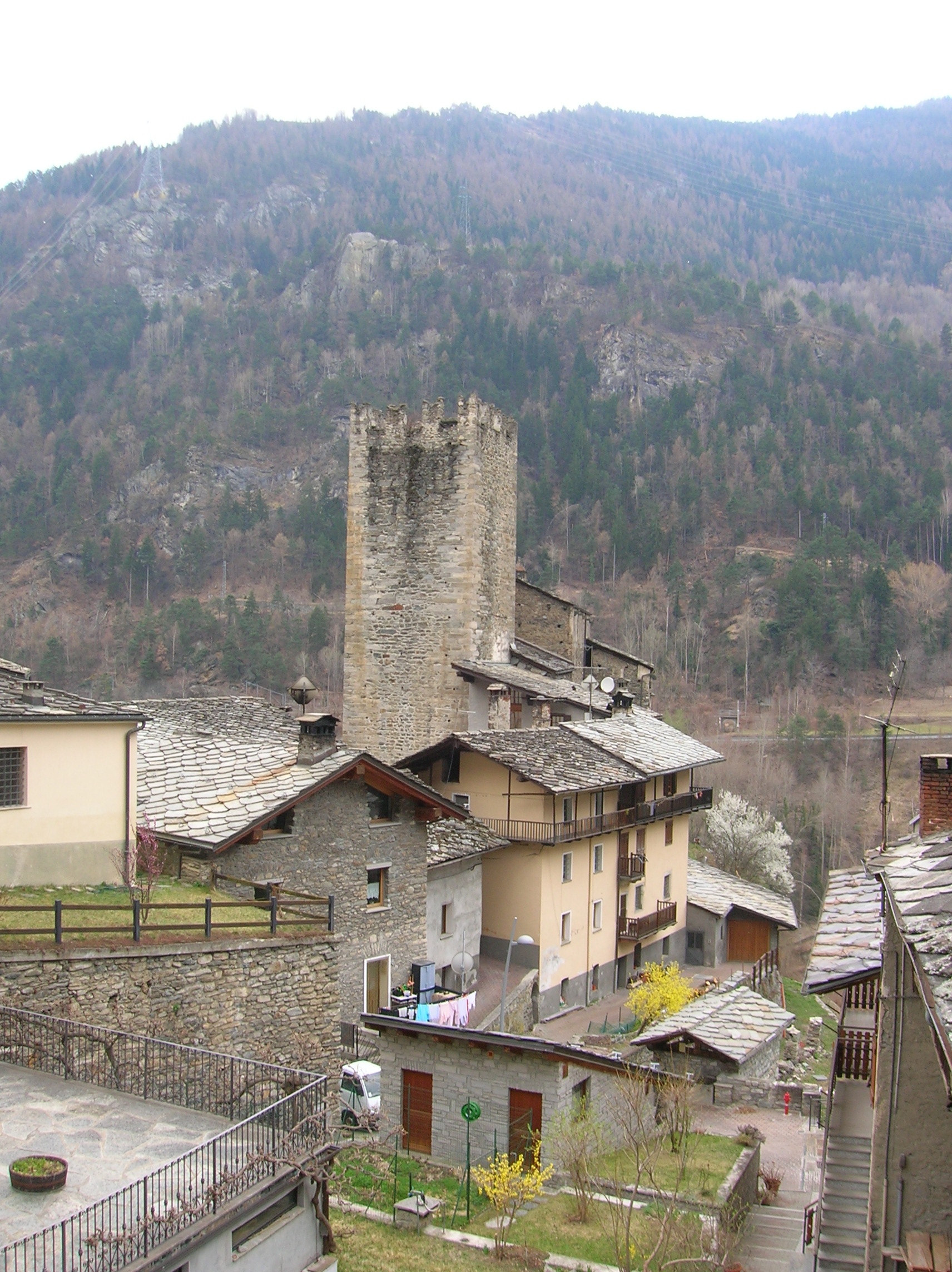
Il Castello di Blonay
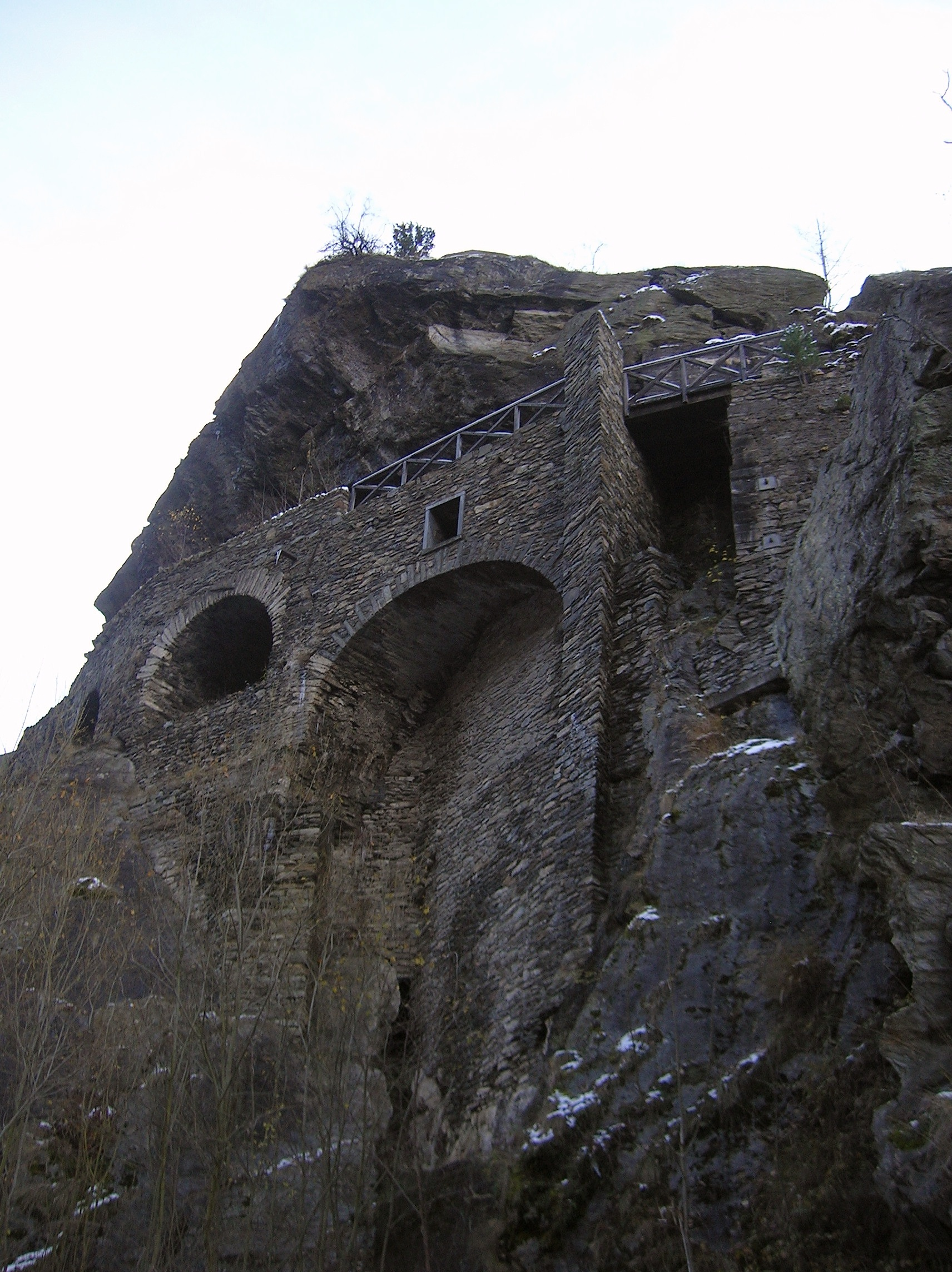
La via delle Gallie a Pierre-Taillée
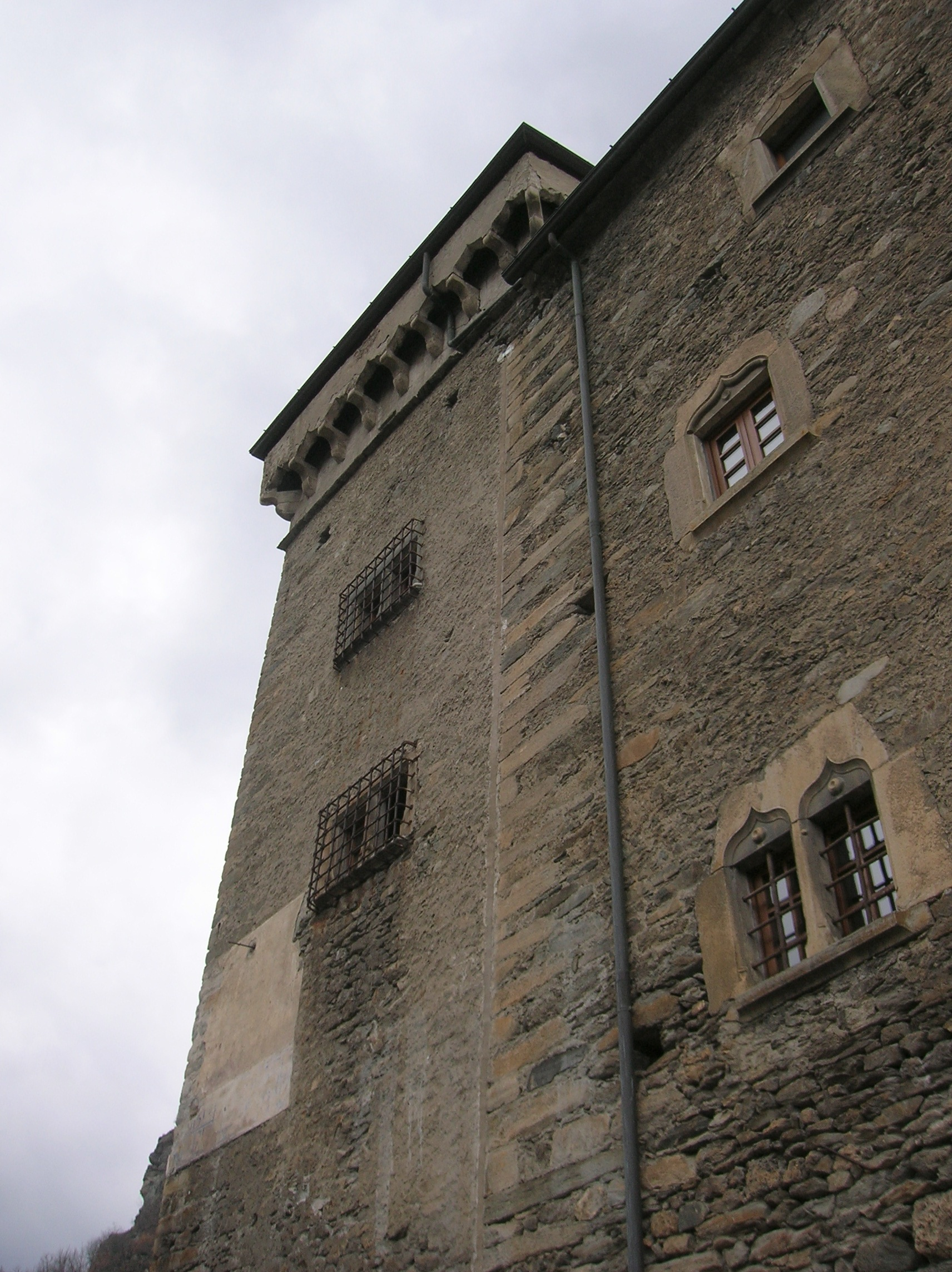
Il Castello di Avise

## Società

### Evoluzione demografica
Abitanti censiti

## Cultura

### Biblioteche
In frazione Runaz, nella Maison de Mosse, ha sede la biblioteca comunale.

### Musei
- Maison de Mosse
- Museo parrocchiale

### Eventi
La Fiha de la fiocca, dal patois valdostano "Festa della panna", l'ultima domenica di giugno al villaggio Baulin (pronuncia Bolèn), nella bassa Valgrisenche. La panna viene fatta artigianalmente grazie a un fouet (in francese, "frusta") dentro una barma (in patois valdostano, una cavità nella roccia).

## Economia
Come in molti comuni valdostani anche nel comune di Avise si produce energia idroelettrica. La centrale omonima sfrutta le acque della Dora di Valgrisenche ed è gestita dalla Compagnia Valdostana delle Acque (CVA).

## Infrastrutture e trasporti

### Ferrovie
Avise ha una propria stazione ferroviaria che si trova sulle linea Aosta-Pré-Saint-Didier; tale linea nacque con scopi industriali e vi viene svolto servizio passeggeri regolare ad opera di Trenitalia, nell'ambito del contratto di servizio stipulato con la Regione Valle d'Aosta.

## Amministrazione
Fa parte della Unité des Communes valdôtaines Grand Paradis.
Di seguito è presentata una tabella relativa alle amministrazioni che si sono succedute in questo comune.
| Periodo           | Periodo           | Primo cittadino   | Partito                     | Carica  | Note   |
| ----------------- | ----------------- | ----------------- | --------------------------- | ------- | ------ |
| 5 agosto 1988     | 28 maggio 1990    | Roberto Clusaz    | Union Valdôtaine            | Sindaco | [ 11 ] |
| 28 maggio 1990    | 29 maggio 1995    | Roberto Clusaz    | Union Valdôtaine            | Sindaco | [ 11 ] |
| 29 maggio 1995    | 8 maggio 2000     | Maurizio Vauthier | Union Valdôtaine            | Sindaco | [ 11 ] |
| 8 maggio 2000     | 9 maggio 2005     | Maurizio Vauthier | lista civica                | Sindaco | [ 11 ] |
| 9 maggio 2005     | 24 maggio 2010    | Maria Lyabel      | lista civica                | Sindaco | [ 11 ] |
| 24 maggio 2010    | 10 maggio 2015    | Maria Lyabel      | lista civica Pour Avise     | Sindaco | [ 11 ] |
| 28 maggio 2015    | 21 settembre 2020 | Maria Lyabel      | lista civica Pour Avise     | Sindaco | [ 11 ] |
| 22 settembre 2020 | in carica         | Nadir Junod       | lista civica Ensemble Avise | Sindaco | [ 11 ] |

## Sport
In questo comune si gioca a fiolet, caratteristico sport tradizionale valdostano.

## Galleria d'immagini

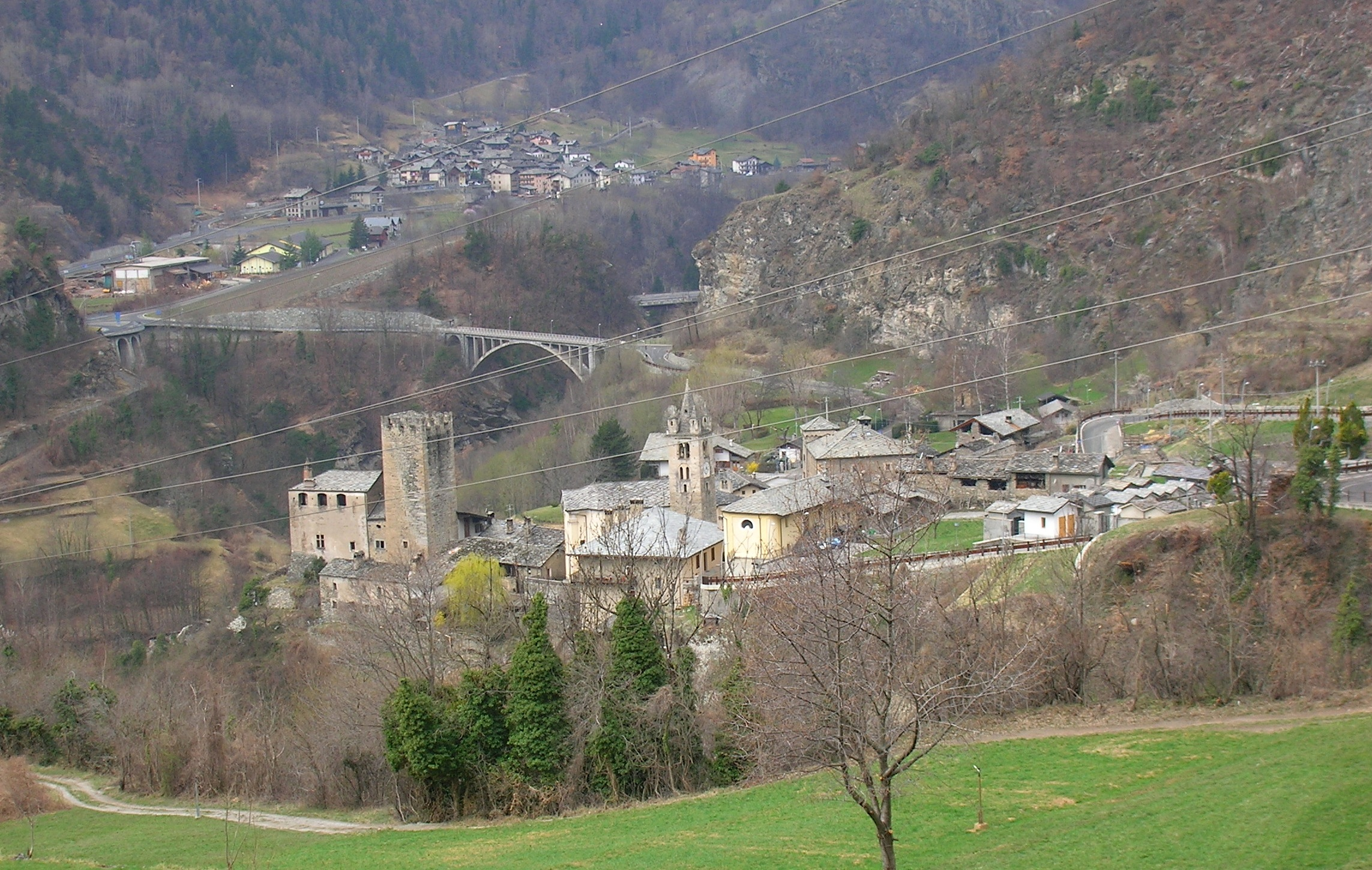
Panorama del borgo di Avise e Runaz oltre la Dora Baltea
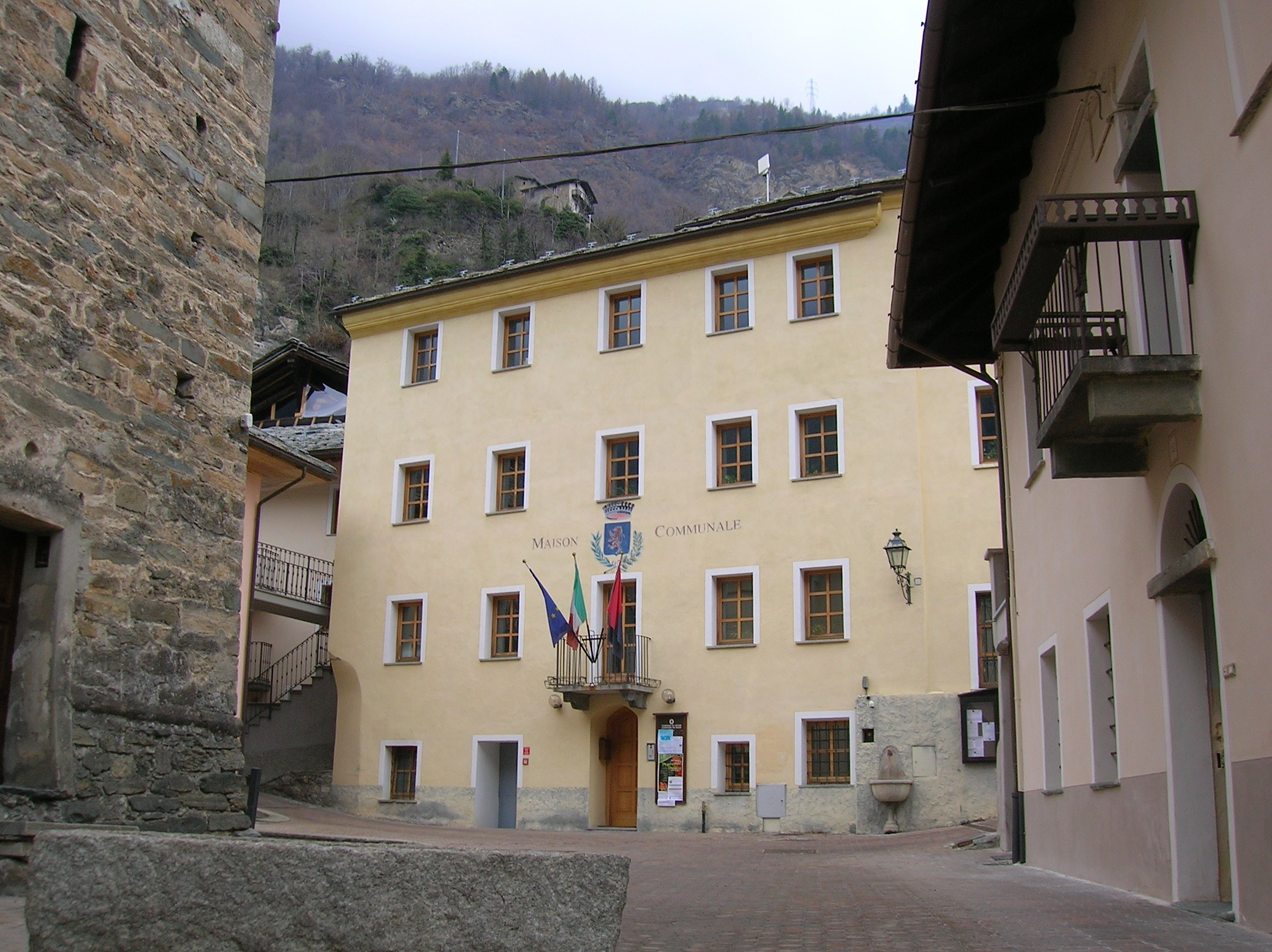
Il municipio (in francese, Maison communale) di Avise.
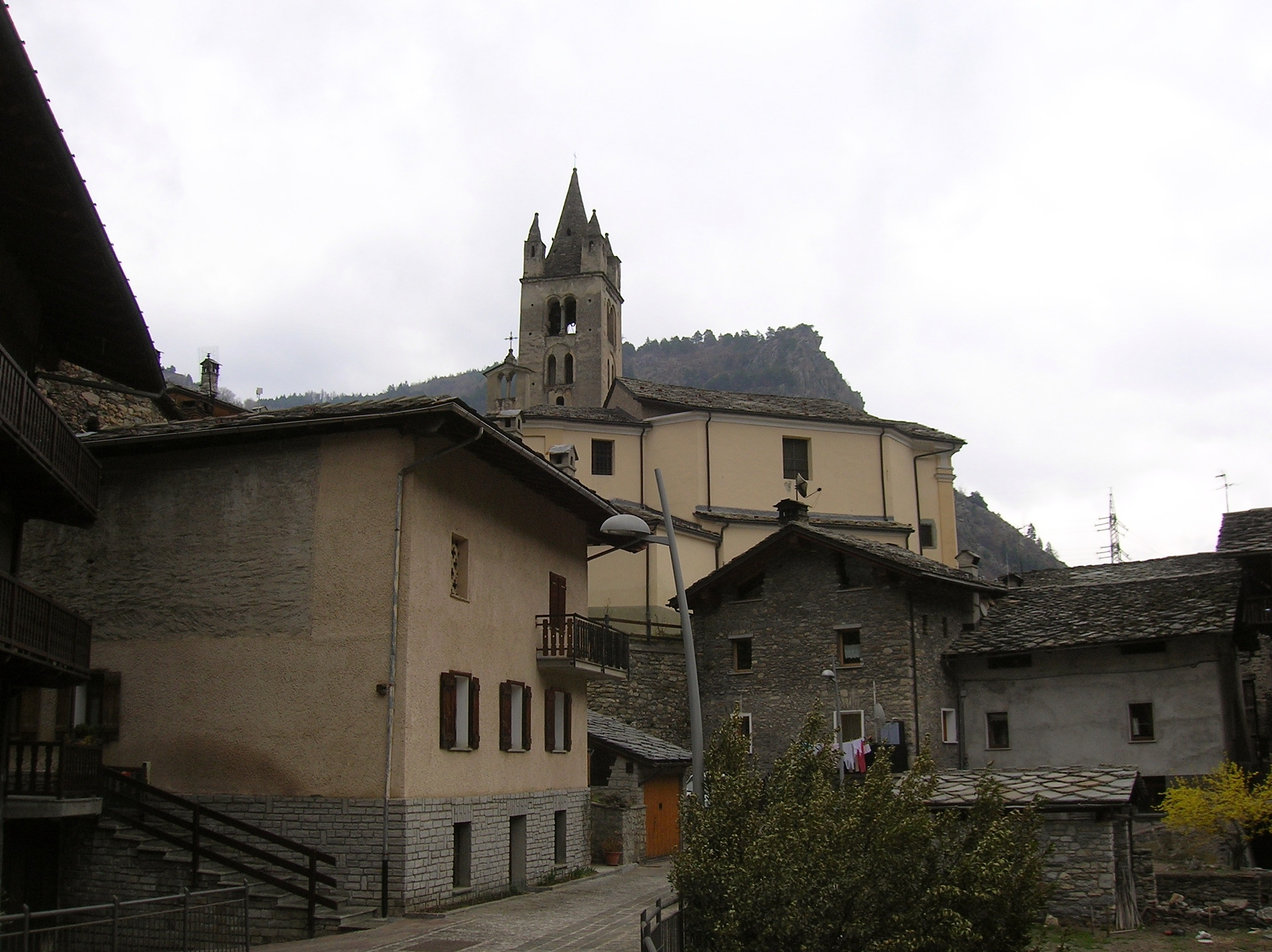
Il borgo
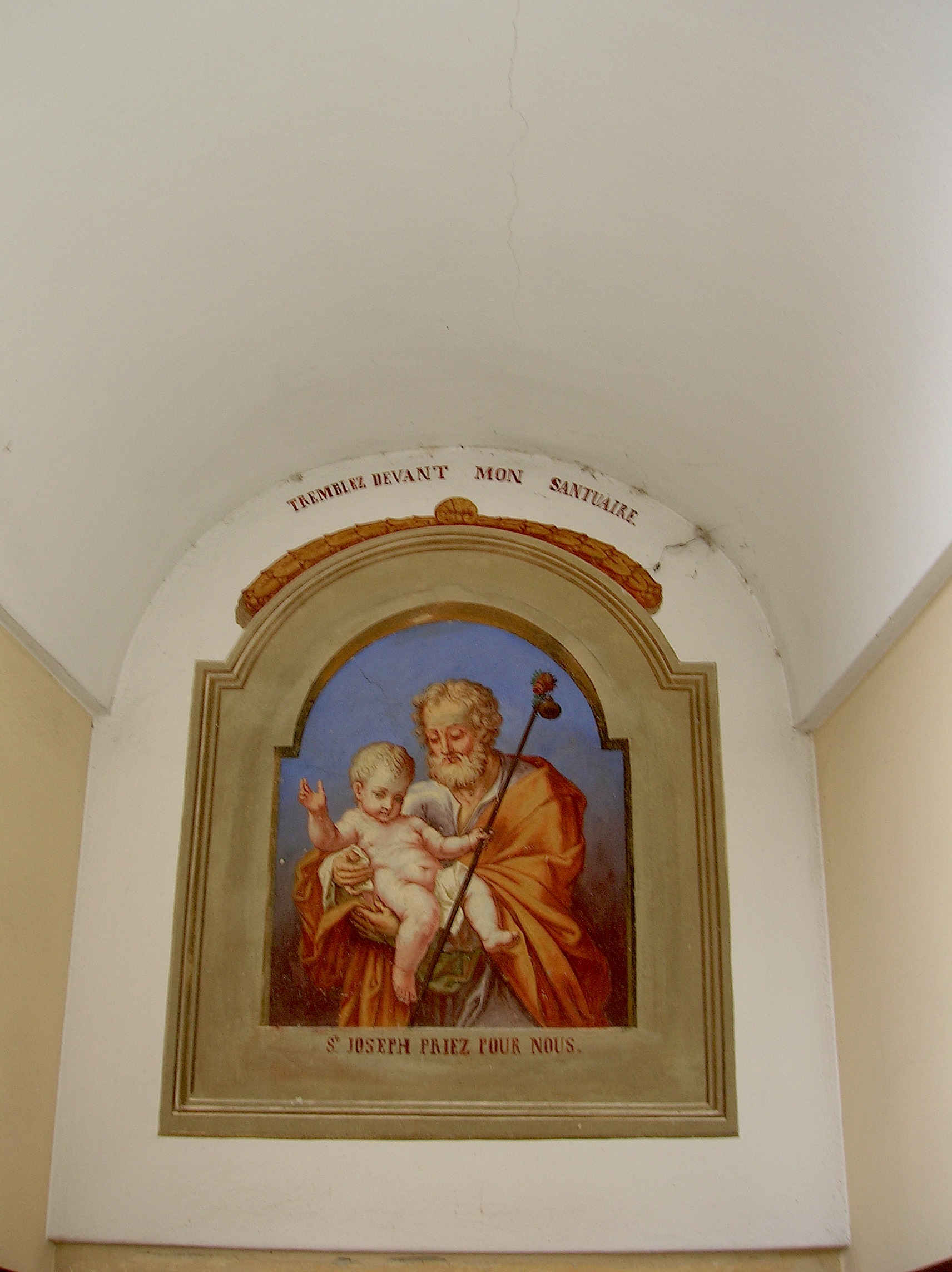
Un affresco della chiesa
Un momento della Fiha de la fiocca, foto degli anni ottanta.
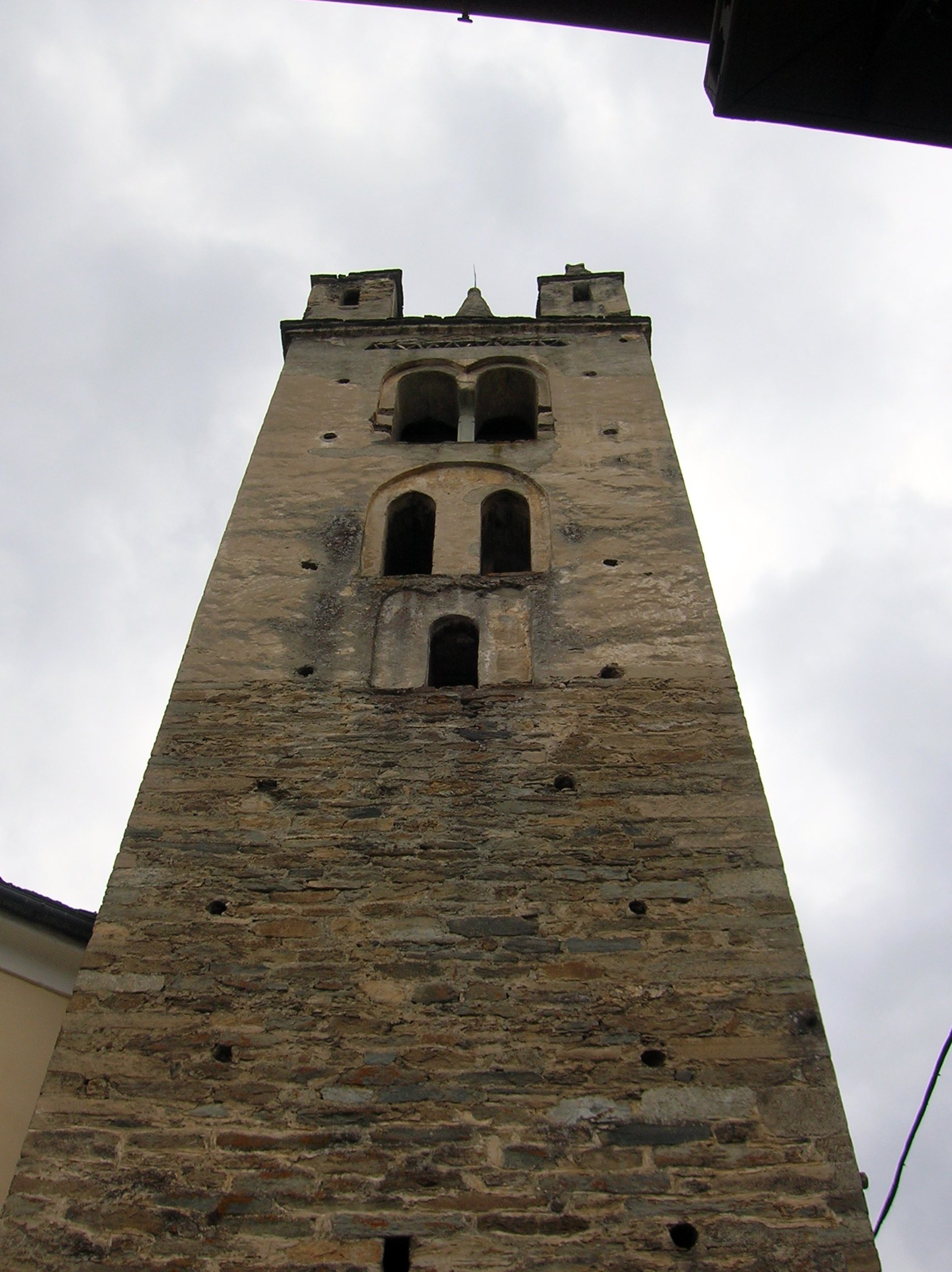
Campanile della chiesa di Avise
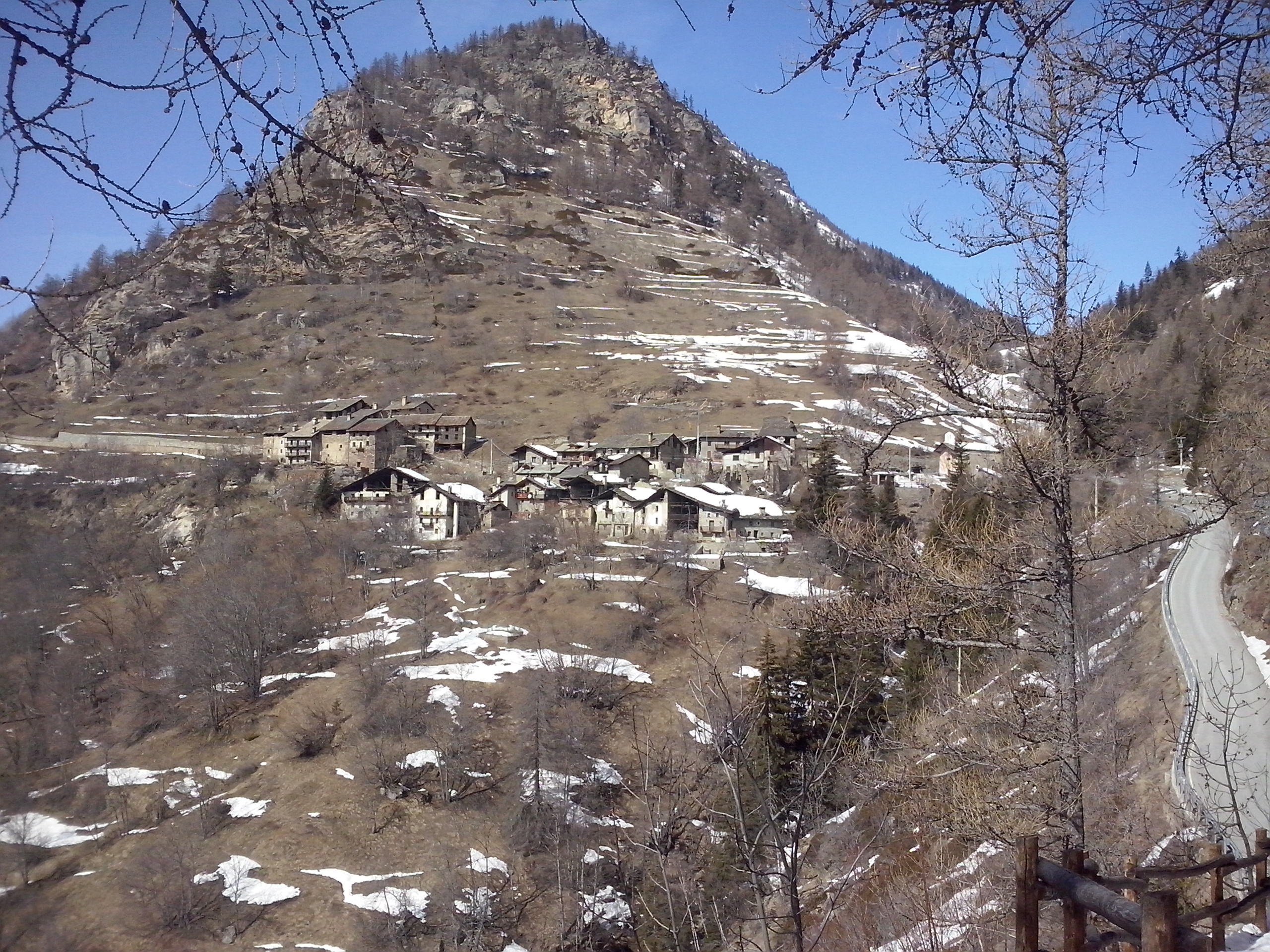
Il villaggio di Vedun